# Список канадських авторів і авторок наукової фантастики та фентезі
Нижче наведений список канадських авторів наукової фантастики й фентезі.

## Список
- Келлі Армстронґ
- Маргарет Етвуд
- Малкольм Азанія
- Річард Скотт Беккер
- Стефані Бедвелл-Ґрайм
- Ерін Боу
- Пол Шаф
- Майкл Ґ. Коні
- Шон Каммінґс
- Джулі Чернеда
- Чарльз де Лінт
- Ерінн Дембо
- Джеймс Де Мілль
- Гордон Діксон
- Кандас Джейн Дорсі
- Корі Докторов
- Дейв Дункан
- Амаль Ел-Мотар
- Стівен Еріксон
- Найджел Фіндлі
- Джессіка Фрей
- Барб Ґаллер-Сміт
- Джеймс Алан Гарднер
- Паулін Ґедж
- Теренс М. Ґрін
- Ед Грінвуд
- Вільям Ґібсон
- Філліс Готліб
- Хіромі Ґото
- Філіп-Джон Гаарсма
- Дж. К. Голл
- Генрі Е. Гарґрівз
- Рейчел Гартман
- Нало Гопкінсон
- Таня Гафф
- Метт Г'юджес
- Моніка Г'юджес
- Тіна Гантер
- Марі Жакобер
- К. В. Йогансен
- Карл Йогансон
- Деніел Гіт Джастіс
- Гай Геврієл Кей
- Ейлін Кернаґан
- Крофорд Кіліан
- Дональд Кінґсбері
- В. Г. К. Лоренс
- Марк Леслі
- Ніколь Люйкен
- Меґґі МакДональд
- Наталі Маллет
- Пол Марлоу
- Сюзанна Мартел
- Мойра Дж. Мур
- Джим Мунро
- Ніна Мунтяну
- Френсін Пеллетьє
- Фіона Паттон
- Марк А. Рейнер
- Джон Марлін
- Спайдер Робінсон
- Джоел Розенберґ
- Шон Расселл
- Джефф Раймен
- Мішель Саґара
- Ліселль Самбері
- Лінсі Сендс
- Чарльз Р. Сондерс
- Роберт Соєр
- Карл Шродер
- Деніел Сернін
- Вільям Шетнер
- Ліза Смедмен
- Linda Smith
- Каро Солс
- Стів Стентон
- Стефен Майкл Стірлін
- Кеннет Тем
- Джин-Льюїс Трюдель
- Елізабет Вонарбур
- Альфред ван Вогт
- Джо Волтон
- Пітер Воттс
- Лінда Вільямс
- Роберт Чарльз Вілсон
- Еван Вінтер
- Тім Вінн-Джонс
- Александр Зелений